# APIS
APIS (engl. Advance Passenger Information System; hrv. Napredni putnički informacijski sustav) je elektronički sustav za razmjenu podataka uspostavljen od strane američke Agencije za carinsku i graničnu zaštitu (CBP). APIS korisniku omogućava uvid u ograničen broj podataka kao što su identifikacijski detalji s putovnice putnika i osnovne informacije o letu. Podatke o letu pruža komercijalna zrakoplovna tvrtka koja obavlja određeni let.
Od početka 2009. godine privatni zrakoplovni piloti također moraju ispostaviti nužne informacije CBP-u putem APIS-a. Također postoji internetski servis, poznatiji kao eAPIS, koji omogućava malim zrakoplovnim prijevoznicima koji prevoze isključivo teret da se upišu u sustav.
Putujući iz ili u neke države putnici moraju omogućiti uvid u vlastite informacije prije prijave na let ili se neće moći ukrcati na isti. Ovo se odnosi na sljedeće države:
- Antigva i Barbuda
- Australija
- Barbados
- Dominikanska Republika
- Grenada
- Indija
- Irska
- Kanada
- Kina
- Kostarika
- Kuba
- Jamajka
- Japan
- Južna Koreja
- Maldivi
- Meksiko
- Portugal
- Rusija
- Sjedinjene Američke Države
- Sveta Lucija
- Španjolska (osim za državljane unutar Schengena)
- Tajvan
- Trinidad i Tobago
- Turska
- Ujedinjeno Kraljevstvo

API se sastoji od sljedećih informacija:
- Puno ime (prezime, ime, srednje ime (ako postoji))
- Spol
- Datum rođenja
- Nacionalnost
- Prebivalište
- Dokumentacija koja omogućava internacionalna putovanja (najčešće putovnica)
- Broj putovnice
- Adresa na kojoj će putnik provesti prvu noć nakon dolaska u zemlju (samo ako se putuje u SAD)